# Paulo Roberto Gonzaga
Paulo Roberto Gonzaga (パウリーニョ, sinh ngày 26 tháng 1 năm 1989 ở Blumenau, Santa Catarina), thường được biết với tên Paulinho, là một cầu thủ bóng đá người Brasil tiền vệ hiện tại thi đấu cho Matsumoto Yamaga FC theo dạng cho mượn từ JEF United Chiba.

## Thống kê câu lạc bộ
Cập nhật đến ngày 23 tháng 2 năm 2018.
| Thành tích câu lạc bộ | Thành tích câu lạc bộ | Thành tích câu lạc bộ | Giải vô địch | Giải vô địch | Cúp                   | Cúp                   | Cúp Liên đoàn | Cúp Liên đoàn | Châu lục | Châu lục  | Tổng cộng | Tổng cộng |
| Mùa giải              | Câu lạc bộ            | Giải vô địch          | Số trận      | Bàn thắng    | Số trận               | Bàn thắng             | Số trận       | Bàn thắng     | Số trận  | Bàn thắng | Số trận   | Bàn thắng |
| Nhật Bản              | Nhật Bản              | Nhật Bản              | Giải vô địch | Giải vô địch | Cúp Hoàng đế Nhật Bản | Cúp Hoàng đế Nhật Bản | J. League Cup | J. League Cup | AFC      | AFC       | Tổng cộng | Tổng cộng |
| --------------------- | --------------------- | --------------------- | ------------ | ------------ | --------------------- | --------------------- | ------------- | ------------- | -------- | --------- | --------- | --------- |
| 2010                  | Tochigi SC            | J2 League             | 17           | 2            | 2                     | 0                     | –             | –             | –        | –         | 19        | 2         |
| 2011                  | Tochigi SC            | J2 League             | 22           | 1            | 0                     | 0                     | –             | –             | –        | –         | 22        | 1         |
| 2012                  | Tochigi SC            | J2 League             | 29           | 1            | 0                     | 0                     | –             | –             | –        | –         | 29        | 1         |
| 2013                  | Tochigi SC            | J2 League             | 23           | 0            | 1                     | 0                     | –             | –             | –        | –         | 24        | 0         |
| 2014                  | Kawasaki Frontale     | J1 League             | 14           | 0            | 1                     | 0                     | 0             | 0             | 4        | 0         | 19        | 0         |
| 2015                  | JEF United Chiba      | J2 League             | 36           | 2            | 1                     | 0                     | –             | –             | –        | –         | 37        | 2         |
| 2016                  | Shonan Bellmare       | J1 League             | 10           | 2            | –                     | –                     | 2             | 0             | –        | –         | 12        | 2         |
| 2016                  | Matsumoto Yamaga      | J2 League             | 19           | 3            | 2                     | 0                     | –             | –             | –        | –         | 21        | 3         |
| 2017                  | Matsumoto Yamaga      | J2 League             | 34           | 4            | 2                     | 0                     | –             | –             | –        | –         | 36        | 4         |
| Tổng                  | Tổng                  | Tổng                  | 204          | 15           | 9                     | 0                     | 2             | 0             | 4        | 0         | 219       | 15        |